# 85-та піхотна дивізія (США)
85-та піхотна дивізія (США) (англ. 85th Infantry Division (United States) — військове з'єднання, піхотна дивізія армії США. Дивізія брала участь у бойових діях Першої та Другої світових війн, а також у інтервенції американських військ на півночі Росії після Жовтневого перевороту.

## Історія
85-та піхотна дивізія сформована 25 серпня 1917 року в Кемп-Кластері, Мічиган, у складі 2-х бригад: 169-ї та 170-ї. Звідсіля після року тренувань перекинута до Англії. 339-й піхотний полк незабаром переведений до Архангельська до складу Експедиційного корпусу, що брав участь у війні проти більшовиків на півночі Росії.
Решта дивізії була роздроблена по частинах, які розосередили на посилення інших формувань по Лотарингії, до Сен-Мієля та Марбаша. Як єдине ціле дивізія ніколи не брала участь у бойових діях на Західному фронті. Після війни вона залишалася у Німеччині до серпня 1919, потім повернулася до Штатів.
15 травня 1942 року дивізія знову активована у Кемп Шелбі, у Міссісіпі. У квітні 1943 року вона залучалася до стратегічних навчань, так званих Луїзіанських маневрів, поблизу Лісвілл. 24 грудня 1943 року з'єднання морськими суднами перейшло до Касабланки у Французькому Марокко, де 2 січня 1944 року висадилася на африканське узбережжя. Звідси дивізію після періоду підготовки перекинули до Італії, де вона увійшла до II-го корпусу 5-ї армії генерала М.Кларка, й вступила у бій проти німецьких військ північніше Неаполя.
Дивізія билася за прорив оборонних рубежів противника, що простягалися від Адріатичного до Тірренського морів. Билася в районі Анціо, проривала лінію Густава, де зазнала серйозних втрат і відійшла на відновлення боєздатності. Однак, через ускладнення обстановки була кинута в бій і незабаром 5 червня 1944, однією з перших частин американських військ, увійшла до Риму.
З 15 по 26 серпня 1944 року 85-та дивізія змагалася в оборонних боях поздовж річки Арно. У вересні проривала рубежі Готичної лінії німців, до жовтня вийшла в долину річки По.
6 січня 1945 року американське з'єднання змінило на передовій британську 1-у піхотну дивізію, де перейшла до оборони займаних позицій. З початком весняного наступу 1945 року атакувала німецькі та італійські частини республіки Сало в районах міст Лукка, Пістоя, на берегах річки Панаро. Війну завершила розгромом та капітуляцією німецьких військ у Беллуно-Агордо.
За час Другої світової війни дивізія втратила 7 268 чоловіків, зокрема 1 717 серед них загиблими. Три воїна 85-ї піхотної дивізії нагороджені медалями Пошани.
26 серпня 1945 року дивізія повернулася до Сполучених Штатів, у Вірджинію й незабаром деактивована.
Але вже 19 лютого 1947 року її відновили в Чикаго, Іллінойс і включили до складу Резерву армії США.
1 червня 1959 року її перейменували на 85-ту навчальну дивізію, що мала у своєму складі штаб дивізії, три навчально-тренувальні бригади, окрему тренувальну групу; місцем дислокації було Оук Парк. У вересні 2007 року її знову розформували, матеріальну базу та фонди передали 75-ій навчальній дивізії.